# Odontodes subfusca
Odontodes subfusca là một loài bướm đêm trong họ Noctuidae.